# No Guidance
No Guidance è un singolo del cantante statunitense Chris Brown, pubblicato l'8 giugno 2019 come quarto estratto dal nono album in studio Indigo.
Il brano vede la partecipazione del rapper canadese Drake.

## Antefatti
Nel 2012 Brown e Drake ricevettero una notevole attenzione mediatica causata dal loro litigio scaturito per la cantante Rihanna, ex frequentatrice di entrambi i cantanti, avendo ricevuto larga attenzione mediatica anche per la relazione turbolenta avuta con Brown. Il picco della faida fu quando i due artisti ebbero uno scontro fisico in una discoteca di New York, lanciandosi bottiglie da un tavolo all'altro. Dopo anni dal litigio Drake, il 12 ottobre del 2018, annunciò la pace tra i due ospitando Brown a sorpresa al suo concerto a Los Angeles, lasciando supporre al pubblico generale una collaborazione futura tra i due. Successivamente Brown annunciò gli ospiti del suo album Indigo, con Drake presente. Dopo ulteriori anticipazioni, la canzone venne pubblicata ufficialmente l'8 giugno del 2019, diventando la prima collaborazione diretta tra i due artisti.

## Descrizione
No Guidance è un brano R&B, diviso musicalmente in due parti, e prodotto da Vinylz, Noah "40" Shebib, J-Louis, Teddy Walton, ossia il team di produzione di Drake. Il brano contiene un campionamento della canzone Before I Die del 2018 del cantante statunitense Che Ecru. Nella canzone i due artisti si rivolgono ad una donna indipendente con l'intenzione di stabilire una relazione d'amore decisiva per la loro vita con lei, avendo però timore causato dalle loro precedenti relazioni fallite.

## Video musicale
Il videoclip è stato reso disponibile il 26 luglio 2019.

## Tracce
Testi e musiche di Chris Brown, Aubrey Graham, Anderson Hernandez, Noah Shebib, Joshua Lewis, Teddy Walton e Nija Charles.
1. No Guidance (feat. Drake) – 4:20

## Formazione
Musicisti
- Chris Brown – voce
- Drake – voce aggiuntiva

Produzione
- Vinylz – produzione
- J-Louis – produzione
- Noah "40" Shebib – produzione, missaggio
- Teddy Walton – co-produzione
- Patrizio Pigliapoco – registrazione
- Noel Cadastre – registrazione voce Drake
- Chris Athens – mastering

## Classifiche

### Classifiche settimanali
| Classifica (2019) | Posizione massima |
| ----------------- | ----------------- |
| Australia         | 7                 |
| Belgio (Fiandre)  | 56                |
| Canada            | 7                 |
| Danimarca         | 35                |
| Estonia           | 20                |
| Francia           | 118               |
| Germania          | 63                |
| Grecia            | 12                |
| Irlanda           | 19                |
| Lettonia          | 39                |
| Lituania          | 22                |
| Norvegia          | 40                |
| Nuova Zelanda     | 5                 |
| Paesi Bassi       | 36                |
| Portogallo        | 28                |
| Regno Unito       | 6                 |
| Repubblica Ceca   | 92                |
| Slovacchia        | 52                |
| Stati Uniti       | 5                 |
| Svezia            | 73                |
| Svizzera          | 29                |

### Classifiche di fine anno
| Classifica (2019) | Posizione |
| ----------------- | --------- |
| Australia         | 53        |
| Canada            | 43        |
| Nuova Zelanda     | 35        |
| Portogallo        | 125       |
| Regno Unito       | 67        |
| Stati Uniti       | 21        |
| Classifica (2020) | Posizione |
| Stati Uniti       | 36        |